# Resultados do Carnaval do Rio de Janeiro em 1970
Nesta página estão listados os resultados dos concursos de escolas de samba, blocos de enredo, frevos carnavalescos, ranchos carnavalescos e sociedades carnavalescas do carnaval do Rio de Janeiro do ano de 1970. Os desfiles foram realizados entre os dias 7 e 10 de fevereiro de 1970.
Portela conquistou seu 19.º título na elite do carnaval com um desfile sobre os mitos e as histórias da Amazônia. O enredo "Lendas e Mistérios da Amazônia" foi desenvolvido pelos carnavalescos Clóvis Bornay e Arnaldo Pederneiras, que foram campeões pela primeira vez no carnaval do Rio. O samba-enredo do desfile, composto por Catoni, Jabolô e Waltenir, é comumente listado entre os melhores da história do carnaval carioca. Campeão do ano anterior, o Salgueiro ficou com o vice-campeonato. Últimas colocadas, Unidos do Jacarezinho e Acadêmicos de Santa Cruz foram rebaixadas para a segunda divisão.
Império da Tijuca venceu o Grupo 2, sendo promovido à primeira divisão junto com a vice-campeã, Unidos de Padre Miguel. Cartolinhas de Caxias conquistou o título do Grupo 3, sendo promovida à segunda divisão junto com União da Ilha do Governador (vice-campeã) e Unidos de Manguinhos (terceira colocada).
Canarinhos das Laranjeiras; Unidos da Villa Rica; Boi da Freguesia da Ilha do Governador; e Unidos da Vila Kennedy foram os campeões dos grupos de blocos de enredo. Vassourinhas ganhou a disputa dos frevos. Aliados de Quintino foi o campeão dos ranchos. Clube dos Democráticos venceu o concurso das grandes sociedades.

## Escolas de samba

### Grupo 1
O desfile do Grupo 1 foi organizado pela Associação das Escolas de Samba do Estado da Guanabara (AESEG) e realizado na Avenida Presidente Vargas, entre as 19 horas e 30 minutos do domingo, dia 8 de fevereiro de 1970, e as 7 horas e 25 minutos do dia seguinte. O evento reuniu cerca de 200 mil pessoas. O desfile foi aberto por Unidos do Jacarezinho e Acadêmicos de Santa Cruz, respectivamente vice-campeã e campeã do Grupo 2 do ano anterior.
| Ordem dos desfiles |
| 1. Unidos do Jacarezinho 2. Acadêmicos de Santa Cruz 3. Mocidade Independente de Padre Miguel 4. Império Serrano 5. Unidos de São Carlos 6. Imperatriz Leopoldinense 7. Acadêmicos do Salgueiro 8. Estação Primeira de Mangueira 9. Unidos de Vila Isabel 10. Portela |

#### Quesitos e julgadores
As escolas foram avaliadas em dez quesitos. Neste ano foi introduzido o quesito "Desfile de Qualidade", no qual o julgador dava uma nota para a qualidade do desfile de cada escola.
| Quesito | Quesito                        | Valor         | Julgador               |
| ------- | ------------------------------ | ------------- | ---------------------- |
|         | Bateria                        | 1 a 10 pontos | Mozart de Araújo       |
|         | Letra do Samba-Enredo          | 1 a 8 pontos  | Lêdo Ivo               |
|         | Harmonia e Melodia             | 1 a 10 pontos | Sérgio Bittencourt     |
|         | Mestre-Sala e Porta-Bandeira   | 1 a 10 pontos | Riva Shiper            |
|         | Evolução                       | 1 a 8 pontos  | Bertha Rosanova        |
|         | Conjunto                       | 1 a 8 pontos  | Péricles de Barros     |
|         | Fantasias e Comissão de Frente | 1 a 8 pontos  | Danúbio Menezes Galvão |
|         | Enredo                         | 1 a 8 pontos  | Elba Nogueira          |
|         | Alegorias                      | 1 a 5 pontos  | Flory Gama             |
|         | Desfile de Qualidade           | 1 a 5 pontos  | Paulina Katz           |

#### Classificação
Portela foi a campeã, conquistando seu 19.º título na elite do carnaval. O campeonato anterior da escola foi conquistado quatro anos antes, em 1966. A Portela realizou um desfile sobre os mitos e as histórias da região da Amazônia. O enredo "Lendas e Mistérios da Amazônia" foi desenvolvido pelos carnavalescos Clóvis Bornay e Arnaldo Pederneiras, que foram campeões pela primeira vez no carnaval do Rio. As alegorias da escola ficaram sob responsabilidade do artista plástico Yarema Ostrower, que pela primeira vez criou esculturas em isopor para os desfiles. Fez sucesso o samba-enredo composto por Catoni, Jabolô e Waltenir, sendo comumente listado entre os melhores da história do carnaval carioca.
Campeão do ano anterior, o Acadêmicos do Salgueiro ficou com o vice-campeonato realizando um desfile sobre a Praça Onze. Terceira colocada, a Estação Primeira de Mangueira realizou um desfile sobre a natureza. Mocidade Independente de Padre Miguel ficou em quarto lugar com uma apresentação baseada na obra Meu Pé de Laranja Lima, do escritor José Mauro de Vasconcelos. Homenageando o estado brasileiro do Rio Grande do Sul, a Unidos de Vila Isabel se classificou em quinto lugar. Imperatriz Leopoldinense foi a sexta colocada com uma apresentação sobre o legado deixado pela Semana de Arte Moderna e o Movimento Antropofágico. Sétima colocada, a Unidos de São Carlos realizou um desfile sobre o município pernambucano de Caruaru. Império Serrano ficou em oitavo lugar desfilando o enredo "Arte em Tom Maior". Unidos do Jacarezinho atingiu a nona colocação, sendo rebaixada de volta para a segunda divisão. A escola fez sua estreia no Grupo 1 com um desfile sobre o circo. Última colocada, a Acadêmicos de Santa Cruz também foi rebaixada para a segunda divisão. Campeã do Grupo 2 do ano anterior, a escola desfilou com um enredo sobre a mulher brasileira.
| Legenda: Campeã Rebaixadas para o Grupo 2 |

| Col. | Escola                                | Enredo                                      | Carnavalesco(a)                            | Pontos |
| ---- | ------------------------------------- | ------------------------------------------- | ------------------------------------------ | ------ |
| 1    | Portela                               | Lendas e Mistérios da Amazônia              | Clóvis Bornay e Arnaldo Pederneiras        | 88     |
| 2    | Acadêmicos do Salgueiro               | Praça Onze, Carioca da Gema                 | Fernando Pamplona e Arlindo Rodrigues      | 83     |
| 3    | Estação Primeira de Mangueira         | Um Cântico à Natureza                       | Júlio Mattos                               | 79     |
| 4    | Mocidade Independente de Padre Miguel | O Meu Pé de Laranja Lima                    | Gabriel Nascimento e Dario de Castro       | 78     |
| 5    | Unidos de Vila Isabel                 | Glórias Gaúchas                             | Castelo Branco, José Ribamar, Iomar Soares | 77     |
| 6    | Imperatriz Leopoldinense              | Oropa, França e Bahia                       | Departamento Cultural e de Carnaval        | 74     |
| 7    | Unidos de São Carlos                  | Terra de Caruaru                            | José Coelho e Vivaldo Antunes              | 72     |
| 8    | Império Serrano                       | Arte em Tom Maior                           | Luiz Fernandez                             | 65     |
| 9    | Unidos do Jacarezinho                 | O Fabuloso Mundo do Circo                   | Mário Barcelos                             | 50     |
| 10   | Acadêmicos de Santa Cruz              | Bravura, Amor e Beleza da Mulher Brasileira | Joceil Vargas                              | 37     |

### Grupo 2
O desfile do Grupo 2 foi organizado pela AESEG e realizado na Avenida Presidente Antônio Carlos, a partir das 21 horas do domingo, dia 8 de fevereiro de 1970. União de Vaz Lobo, que seria a primeira escola a desfilar, não se apresentou no horário, sendo desclassificada.
| Ordem dos desfiles |
| 1. Unidos do Cabuçu 2. Unidos da Tijuca 3. São Clemente 4. Unidos de Lucas 5. Em Cima da Hora 6. Aprendizes da Gávea 7. Lins Imperial 8. Independentes do Leblon (Não desfilou) 9. Império da Tijuca 10. Beija-Flor 11. União do Centenário 12. Paraíso do Tuiuti 13. União de Jacarepaguá 14. Unidos de Padre Miguel 15. Tupy de Brás de Pina |

#### Quesitos e julgadores
As escolas foram avaliadas em nove quesitos.
| Quesito | Quesito                        | Julgador                    |
| ------- | ------------------------------ | --------------------------- |
|         | Bateria                        | Ilmar Carvalho              |
|         | Letra do Samba-Enredo          | Élton Carvalho              |
|         | Mestre-Sala e Porta-Bandeira   | Davi Dupré                  |
|         | Evolução                       | Denis Gray                  |
|         | Conjunto                       | Nelson Gama do Nascimento   |
|         | Fantasias e Comissão de Frente | Wagner Ribeiro              |
|         | Enredo                         | Ana Frota                   |
|         | Alegorias                      | Sebastião Souza de Oliveira |
|         | Desfile de Qualidade           | Sílvio Freitas Bastos       |

#### Classificação
Império da Tijuca conquistou seu segundo título de campeão da segunda divisão, garantindo seu retorno ao Grupo 1, de onde foi rebaixado em 1968. A escola realizou um desfile sobre a Bahia. Vice-campeã, a Unidos de Padre Miguel também foi promovida à primeira divisão, de onde estava afastada desde 1964.
| Legenda: Promovidas ao Grupo 1 Rebaixadas para o Grupo 3 * Sem informação disponível |

| Col.                                   | Escola                              | Enredo                                               | Carnavalesco(a)             | Pontos |
| -------------------------------------- | ----------------------------------- | ---------------------------------------------------- | --------------------------- | ------ |
| 1                                      | Império da Tijuca                   | Segredos e Encantos da Bahia                         | Jorge Melodia e Chicão      | 83     |
| 2                                      | Unidos de Padre Miguel              | Homenagem ao Poema 'Primaveras' de Casimiro de Abreu | *                           | 81     |
| 3                                      | Tupy de Brás de Pina                | Praça XI, Berço do Samba                             | *                           | 77     |
| 4                                      | Lins Imperial                       | Memórias da Rua do Ouvidor                           | José Félix Garcez Netto     | 73     |
| 5                                      | União de Jacarepaguá                | Salões e Damas Imperiais                             | *                           | 71     |
| 6                                      | Beija-Flor                          | Rio, Quatro Séculos de Glórias                       | Abílio                      | 68     |
| 7                                      | Paraíso do Tuiuti                   | Alencar, Patriarca da Literatura Brasileira          | Júlio Mattos                | 68     |
| 8                                      | Em Cima da Hora                     | O Mundo Maravilhoso de Debret                        | Sebastião Souza de Oliveira | 65     |
| 9                                      | São Clemente                        | Histórias Fantásticas                                | Ivo da Rocha Gomes          | 64     |
| 10                                     | Unidos de Lucas                     | Arte Barroca                                         | Clóvis Bornay               | 58     |
| 11                                     | Unidos do Cabuçu                    | As Musas de Chico Buarque de Holanda                 | *                           | 57     |
| 12                                     | Unidos da Tijuca                    | Festas da Bahia                                      | *                           | 57     |
| 13                                     | Aprendizes da Gávea                 | Evolução dos Transportes na Terra Carioca            | *                           | 55     |
| 14                                     | União do Centenário                 | Brasil, Berço de Riquezas                            | *                           | 53     |
| União de Vaz Lobo (Desclassificada)    | União de Vaz Lobo (Desclassificada) | Iracema, a Virgem Tupã                               | *                           | -      |
| Independentes do Leblon (Não desfilou) |                                     |                                                      |                             |        |

### Grupo 3
O desfile do Grupo 3 foi organizado pela AESEG e realizado no domingo, dia 8 de fevereiro de 1970, na Praça Onze. Marcado paras as 18 horas, teve início após as 19 horas.
| Ordem dos desfiles |
| 1. Unidos de Manguinhos 2. Inferno Verde 3. Unidos do Uraiti 4. Unidos de Nilópolis 5. Unidos da Ponte 6. Unidos de Bangu 7. Capricho do Centenário 8. Unidos da Vila São Luís 9. Império de Campo Grande 10. Independentes do Zumbi 11. Império do Marangá 12. Caprichosos de Pilares 13. Cartolinhas de Caxias 14. Unidos da Vila Santa Tereza 15. Acadêmicos do Engenho da Rainha 16. União da Ilha do Governador |

#### Quesitos e julgadores
As escolas foram avaliadas em dez quesitos.
| Quesito | Quesito                        | Julgador                       |
| ------- | ------------------------------ | ------------------------------ |
|         | Bateria                        | Válter de Souza                |
|         | Letra do Samba-Enredo          | Mário Cardoso                  |
|         | Harmonia e Melodia             | José da Silva                  |
|         | Mestre-Sala e Porta-Bandeira   | Clotilde Annechino             |
|         | Evolução                       | João Penha Vale                |
|         | Conjunto                       | Aires Augusto                  |
|         | Fantasias e Comissão de Frente | Cláudio de Oliveira            |
|         | Enredo                         | Danilo Gorfa                   |
|         | Alegorias                      | Moacir Fernandes de Figueiredo |
|         | Desfile de Qualidade           | Fabiano Vilela                 |

#### Classificação
Cartolinhas de Caxias foi a campeã, conquistando seu primeiro título no carnaval do Rio e garantindo sua promoção ao Grupo 2 junto com União da Ilha do Governador e Unidos de Manguinhos.
| Legenda: Promovidas ao Grupo 2 * Sem informação disponível |

| Col. | Escola                          | Enredo                                                           | Carnavalesco(a)                  | Pontos |
| ---- | ------------------------------- | ---------------------------------------------------------------- | -------------------------------- | ------ |
| 1    | Cartolinhas de Caxias           | Cenas Vivas do Rio de Janeiro na Época de Debret                 | *                                | 78     |
| 2    | União da Ilha do Governador     | Sonho de Um Sambista                                             | Edson Machado                    | 77     |
| 3    | Unidos de Manguinhos            | Bahia e Seu Reino Encantado                                      | Nilton Costa                     | 75     |
| 4    | Independentes do Zumbi          | Bahia e Suas Glórias                                             | *                                | 71     |
| 5    | Unidos da Ponte                 | Último Baile Imperial                                            | Manoel Abrantes e Ribamar Correa | 63     |
| 6    | Unidos da Vila Santa Tereza     | Riquezas e Maravilhas do Brasil                                  | Vilela                           | 63     |
| 7    | Unidos de Bangu                 | Apóstolo da Ciência e Benfeitor da Humanidade - Dr. Vital Brasil | Josafá Pereira                   | 63     |
| 8    | Unidos do Uraiti                | Senzala em Festa                                                 | *                                | 62     |
| 9    | Capricho do Centenário          | Marquesa de Santos, que Reinou pela Graça                        | Antonio Carbonelli               | 61     |
| 10   | Acadêmicos do Engenho da Rainha | Exaltação à Bahia                                                | *                                | 58     |
| 11   | Caprichosos de Pilares          | Consagração Histórica de Uma Princesa Imperial                   | *                                | 56     |
| 12   | Inferno Verde                   | Baile das Rosas                                                  | *                                | 53     |
| 13   | Unidos da Vila São Luís         | Ciclo do Açúcar                                                  | *                                | 52     |
| 14   | Império de Campo Grande         | Do Balão de Bartolomeu à Lua                                     | *                                | 50     |
| 15   | Unidos de Nilópolis             | Tudo É Carnaval                                                  | *                                | 50     |
| 16   | Império do Marangá              | As Minas de Prata                                                | *                                | 47     |

## Blocos de enredo
Os desfiles dos blocos de enredo foram organizados pela Federação dos Blocos Carnavalescos do Estado do Rio de Janeiro (FBCERJ).

### Grupo 1
O desfile do Grupo 1 foi realizado a partir da noite do sábado, dia 7 de fevereiro de 1970, na Avenida Presidente Vargas.
| Ordem dos desfiles |
| 1. Unidos de São Cristóvão 2. Namorar Eu Sei 3. Quem Quiser Pode Vir 4. Não Tem Mosquito 5. Foliões de Botafogo 6. Quem Fala de Nós Não Sabe o Que Diz 7. Império do Pavão 8. Arranco 9. Vai Se Quiser 10. Canários das Laranjeiras 11. Unidos do Cabral 12. Bafo do Bode |

#### Quesitos e julgadores
Os blocos foram avaliados em sete quesitos.
| Quesito | Quesito              | Julgador                |
| ------- | -------------------- | ----------------------- |
|         | Bateria              | Teresinha Irene Ribeiro |
|         | Coreografia          | Mercedes Baptista       |
|         | Originalidade        | Mário de Oliveira       |
|         | Música inédita       | Eduardo Souto           |
|         | Desfile de Qualidade | Jorge Coutinho          |
|         | Conjunto             | Luís Lelsor             |
|         | Fantasias            | Arlindo Rodrigues       |

#### Classificação
Canários das Laranjeiras foi campeão com um ponto de vantagem para o vice, Vai Se Quiser.
| Legenda: Campeão Rebaixados para o Grupo 2 |

| Col. | Bloco                               | Enredo                                                    | Pontos |
| ---- | ----------------------------------- | --------------------------------------------------------- | ------ |
| 1    | Canários das Laranjeiras            | Ganga Zumba                                               | 59     |
| 2    | Vai Se Quiser                       | O Vai Se Quiser Através dos Tempos                        | 58     |
| 3    | Arranco                             | A História do Carnaval Carioca                            | 54     |
| 4    | Foliões de Botafogo                 | As Musas de Caymmi                                        | 49     |
| 5    | Unidos do Cabral                    | Rio, Carnaval Ano Dois Mil                                | 42     |
| 6    | Quem Fala de Nós Não Sabe o Que Diz | Homenagem ao Teatro                                       | 40     |
| 7    | Império do Pavão                    | O Cravo e a Rosa                                          | 40     |
| 8    | Namorar Eu Sei                      | Exaltação aos Grandes Vultos da Música Popular Brasileira | 37     |
| 9    | Não Tem Mosquito                    | Carnaval, Sonho e Fantasia                                | 37     |
| 10   | Unidos de São Cristóvão             | Grandes Personagens de Nossa História                     | 34     |
| 11   | Quem Quiser Pode Vir                | Um Rio Chamado Janeiro                                    | 33     |
| 12   | Bafo do Bode                        | Brasil Através dos Tempos                                 | 0      |

### Grupo 2
O desfile do Grupo 2 foi realizado na Avenida Presidente Antônio Carlos, entre as 20 horas e 40 minutos do sábado, dia 7 de fevereiro de 1970, e as 3 horas do dia seguinte.
| Ordem dos desfiles |
| 1. Embalo do Morro do Urubu 2. Mocidade de São Matheus 3. Unidos da Villa Rica 4. Deixa Comigo 5. Unidos do Cantagalo 6. Unidos do Diadema de Rocha Miranda 7. Bloco do Barriga 8. Unidos de Barros Filho 9. Cometas do Bispo 10. Unidos do Parque Felicidade |

#### Quesitos e julgadores
Os blocos foram avaliados em oito quesitos.
| Quesitos | Quesitos             | Julgadores            |
| -------- | -------------------- | --------------------- |
|          | Bateria              | Sebastiana Arruda     |
|          | Conjunto             | Sebastiana Arruda     |
|          | Originalidade        | Albano Marques        |
|          | Música inédita       | Otávio Costa          |
|          | Desfile de Qualidade | Darci Bove de Azevedo |
|          | Coreografia          | Sorensen              |
|          | Fantasias            | Afonso Várzea         |
|          | Conjunto             | Noel Duque            |

#### Classificação
Unidos da Villa Rica foi campeão nos critério de desempate, sendo promovido ao Grupo 1. O bloco apresentou o enredo "Pregões do Rio Antigo" e desfilou com 350 figurantes.
| Legenda: Promovidos ao Grupo 1 |

| Col. | Bloco                              | Enredo                                         | Pontos |
| ---- | ---------------------------------- | ---------------------------------------------- | ------ |
| 1    | Unidos da Villa Rica               | Pregões do Rio Antigo                          | 56     |
| 2    | Mocidade de São Matheus            | A República dos Palmares                       | 56     |
| 3    | Bloco do Barriga                   | O Triste Lírio Cobiçado                        | 49     |
| 4    | Embalo do Morro do Urubu           | Caçador de Esmeraldas e Suas Crendices         | 48     |
| 5    | Unidos de Barros Filho             | Amazonas, Tesouro do Brasil e Celeiro do Mundo | 46     |
| 6    | Cometas do Bispo                   | Exaltação a Santos Dumont                      | 43     |
| 7    | Unidos do Cantagalo                | Sonho Lendário de um Gigante                   | 42     |
| 8    | Unidos do Diadema de Rocha Miranda | Trechos do Passado e do Presente do Carnaval   | 41     |
| 9    | Unidos do Parque Felicidade        | Tróia Negra                                    | 40     |
| 10   | Deixa Comigo                       | Bahia Feiticeira                               | 37     |

### Grupo 3
O desfile do Grupo 3 foi realizado na Praça Onze, entre as 20 horas do sábado, dia 7 de fevereiro de 1970, e as 5 horas do dia seguinte.
| Ordem dos desfiles |
| 1. Cara de Boi 2. Império da Gávea 3. Brinca Quem Pode de Santa Tereza 4. Independente da Barão 5. Independentes do Pavãozinho 6. Acadêmicos do Colégio 7. Unidos da Fazenda 8. Mocidade de Vicente de Carvalho 9. Boi da Freguesia da Ilha do Governador 10. Infantes da Piedade 11. Batutas de Cordovil 12. Batutas de Oswaldo Cruz 13. Flor da Mina do Andaraí 14. Diplomatas de Anchieta 15. Mocidade Independente de Inhaúma |

#### Quesitos e julgadores
Os blocos foram avaliados em oito quesitos.
| Quesitos | Quesitos             | Julgadores             |
| -------- | -------------------- | ---------------------- |
|          | Bateria              | Lígia Silva Maciel     |
|          | Conjunto             | Lígia Silva Maciel     |
|          | Originalidade        | Nelson de Andrade      |
|          | Música inédita       | Sidnei Santos da Silva |
|          | Desfile de Qualidade | Orlando Ferreira       |
|          | Coreografia          | Lúcia Maria Oliveira   |
|          | Fantasias            | Elisabete Cruz         |
|          | Conjunto             | Francisco dos Santos   |

#### Classificação
Boi da Freguesia da Ilha do Governador foi o campeão, sendo promovido ao Grupo 2. O bloco se apresentou com o enredo "Oitenta Anos de República".
| Legenda: Promovidos ao Grupo 2 |

| Col. | Bloco                                  | Enredo                              | Pontos |
| ---- | -------------------------------------- | ----------------------------------- | ------ |
| 1    | Boi da Freguesia da Ilha do Governador | 80 Anos de República                | 67     |
| 2    | Cara de Boi                            | Carnaval do Rio Antigo              | 65     |
| 3    | Unidos da Fazenda                      | Carnaval de Bloco é Assim           | 55     |
| 4    | Independentes do Pavãozinho            | Zumbi, o Rei dos Palmares           | 47     |
| 5    | Acadêmicos do Colégio                  | Iracema da Lenda do Ceará           | 46     |
| 6    | Mocidade de Vicente de Carvalho        | Exaltação à Bahia                   | 38     |
| 7    | Flor da Mina do Andaraí                | Ganga Zumba dos Palmares            | 38     |
| 8    | Mocidade Independente de Inhaúma       | Catarina de Paraguaçu               | 36     |
| 9    | Independente da Barão                  | Carnaval, Alegria de um Povo        | 36     |
| 10   | Brinca Quem Pode de Santa Tereza       | Exaltação a Vila Isabel             | 34     |
| 11   | Diplomatas de Anchieta                 | Noel Rosa, o Poeta da Vila          | 31     |
| 12   | Infantes da Piedade                    | Quatro Séculos de História da Bahia | 30     |
| 13   | Batutas de Oswaldo Cruz                | Exaltação as Escolas de Samba       | 28     |
| 14   | Batutas de Cordovil                    | História da Caricatura no Brasil    | 26     |
| 15   | Império da Gávea                       | História da Abolição                | 19     |

### Grupo 4
O desfile do Grupo 4 foi realizado a partir da noite da segunda-feira, dia 9 de fevereiro de 1970, na Avenida 28 de Setembro, em Vila Isabel. Unidos da Vila Kennedy foi o campeão.
Em reportagem do jornal A Luta Democrática, referente a edição comercializada nos dias 8 e 9 de Fevereiro de 1970, é citado os enredos dos Blocos. Além dos seis Blocos abaixo, é citado os Blocos Unidos da Nova Holanda, Ás de Ouro e Mocidade Louca de Caxias, porém sem mencionar os enredos destes três Blocos, tampouco sabe se eles desfilaram.
| Legenda: Promovidos ao Grupo 3 |

| Col. | Bloco                       | Enredo                                        | Pontos |
| ---- | --------------------------- | --------------------------------------------- | ------ |
| 1    | Unidos da Vila Kennedy      | Exaltação a Vila Isabel                       | 68     |
| 2    | Leão de Iguaçu              | Lenda Vitória Régia                           | 61     |
| 3    | Os Brasinhas                | O Ritual                                      | 58     |
| 4    | Sentinela de Pilares        | Elementos Construtivos da Economia Brasileira | 50     |
| 5    | Embaixadores da Paulo Ramos | Riquezas do Brasil                            | 41     |
| 6    | Mocidade Unida do Tinguá    | Um Sonho de Criança                           | 39     |

## Frevos carnavalescos
O desfile dos clubes de frevo foi realizado na noite da segunda-feira, dia 9 de fevereiro de 1970, na Avenida Presidente Vargas.
| Ordem dos desfiles                                                                                |
| 1. Pás Douradas 2. Batutas da Cidade Maravilhosa 3. Vassourinhas 4. Misto Toureiros 5. Lenhadores |

Classificação
Vassourinhas foram os campeões com um desfile sobre os amores do poeta Castro Alves.
| Col. | Frevo                         | Enredo                           | Pontos |
| ---- | ----------------------------- | -------------------------------- | ------ |
| 1    | Vassourinhas                  | O Amor de Um Gênio               | 50     |
| 2    | Lenhadores                    | Maravilhas do Inferno Verde      | 48     |
| 3    | Pás Douradas                  | Pescadores de Olinda             | 37     |
| 4    | Misto Toureiros               | Floricultura Brasileira no Frevo | 35     |
| 5    | Batutas da Cidade Maravilhosa | O Mundo Fabuloso do Petróleo     | 27     |

## Ranchos carnavalescos
O desfile dos ranchos foi realizado na Avenida Presidente Vargas, tendo início na noite da segunda-feira, dia 9 de fevereiro de 1970, após o desfile dos frevos.
| Ordem dos desfiles |
| 1. Aliados de Quintino 2. Decididos de Quintino 3. Unidos do Cunha 4. Índios do Leme 5. Azulões da Torre 6. Recreio da Saúde |

Classificação
Aliados de Quintino foi campeão com um desfile sobre a obra O Guarani, de José de Alencar.
| Legenda: Campeão * Sem informação disponível |

| Col. | Rancho                | Enredo                           | Pontos | Desempate       |
| ---- | --------------------- | -------------------------------- | ------ | --------------- |
| 1    | Aliados de Quintino   | O Guarani                        | 69     | -               |
| 2    | Recreio da Saúde      | *                                | 60     | -               |
| 3    | Decididos de Quintino | Maravilhas Naturais da Guanabara | 59     | -               |
| 4    | Unidos do Cunha       | Obras de Aleijadinho             | 55     | Quesito Melodia |
| 5    | Azulões da Torre      | O Céu e os Mares do Brasil       | 55     | Quesito Melodia |
| 6    | Índios do Leme        | Reminiscências do Carnaval       | 53     | -               |

## Sociedades carnavalescas
O desfile das grandes sociedades foi realizado na noite da terça-feira de carnaval, dia 10 de fevereiro de 1970, na Avenida Presidente Vargas.
| Ordem dos desfiles |
| 1. Tenentes do Diabo 2. Clube dos Cariocas 3. Turunas de Monte Alegre 4. Embaixada do Sossego 5. Pierrôs da Caverna 6. Clube dos Embaixadores 7. Clube dos Democráticos 8. Fenianos |

Classificação
Clube dos Democráticos foi campeão com três pontos de vantagem para o vice, Turunas de Monte Alegre.
| Col. | Sociedade               | Pontos |
| ---- | ----------------------- | ------ |
| 1    | Clube dos Democráticos  | 71     |
| 2    | Turunas de Monte Alegre | 68     |
| 3    | Clube dos Embaixadores  | 63     |
| 4    | Pierrôs da Caverna      | 58     |
| 5    | Embaixada do Sossego    | 50     |
| 6    | Tenentes do Diabo       | 43     |
| 7    | Clube dos Cariocas      | 40     |